# Événement indésirable grave
Pour les articles homonymes, voir EIG.
Pour un article plus général, voir effet indésirable.
En France, légalement, « un événement indésirable grave associé à des soins réalisés lors d'investigations, de traitements, d'actes médicaux à visée esthétique ou d'actions de prévention est un événement inattendu au regard de l'état de santé et de la pathologie de la personne et dont les conséquences sont le décès, la mise en jeu du pronostic vital, la survenue probable d'un déficit fonctionnel permanent y compris une anomalie ou une malformation congénitale ». Selon d'autres définitions antérieures, les événements indésirables sont considérés comme ayant un caractère de gravité (événement indésirable grave, EIG) « à partir du moment où ils sont cause d’hospitalisation ou ils entrainent une prolongation de l’hospitalisation, une incapacité à la sortie de l’unité ou un risque vital. »
L'appellation de événement indésirable associé aux soins (EIAS) est aussi largement utilisée ; qui peut être grave (EIG) ou détecté par une procédure, une barrière avec de moindres conséquences .
Cette définition rejoint celle de l'URCAM Poitou Charentes ; un effet indésirable grave est un effet ayant entraîné : 
- une hospitalisation ou une prolongation de l'hospitalisation du patient ;
- une incapacité ou une invalidité permanente du patient ;
- la mise en jeu du pronostic vital du patient ;
- une anomalie congénitale pour la descendance du patient ;
- ou le décès du patient.

## Quelques chiffres

### En France, dans les établissements hospitaliers

#### Mesure
La Haute Autorité de santé recense les événements porteurs de risque (EPR ou « presque accidents »). 
Les enquêtes nationales sur les événements indésirables liés aux soins sont réalisées sur un échantillon d'établissements de soins aigus publics et privés. L'étude 2010 a été réalisée par l'équipe de Philippe Michel du Comité de coordination de l'évaluation clinique et de la qualité en Aquitaine (CCECQA) en collaboration avec la Direction de la Recherche, des Études, de l'Évaluation et des Statistiques (DREES) du ministère de la Santé.

#### Nombre
Selon l'Organisation mondiale de la Santé (OMS), « plus de 30 000 patients décèdent chaque année d'accidents médicaux en France ».
Selon la deuxième étude de l'Enquête nationale sur les événements indésirables liés aux soins (ENEIS), 275 000 et 395 000 EIG surviendraient chaque année dans les hôpitaux et cliniques français, soit environ neuf cents EIG par jour. Près de 380 seraient évitables car liés à des erreurs médicales.
Les chiffres sont cependant à prendre avec du recul car tous les EIG peuvent ne pas être comptabilisés. Les principales raisons sont :
- La volonté de l’établissement de pratiquer un mensonge par omission afin de cacher les conséquences de l'événement auprès des institutions.
- Pressions de la hiérarchie.
- Manque de moyens dans l’établissement pour mettre en place correctement ce comptage.
- Plus rarement, difficultés de détectabilité et méconnaissance du risque.

### Hors établissements hospitaliers
Si en France seuls les EIAS intervenus en établissements de soins sont recensés, une étude menée en 2013 chez des médecins généralistes volontaires montrent qu'ils ne sont pas épargnés. 127 médecins ont rapporté une moyenne d'un incident tous les deux jours, parmi lesquels 2 % étaient susceptibles d'avoir des conséquences graves, et dont certains étaient évitables. La majeure partie était analysée comme relevant d'un problème d'organisation du cabinet, une plus faible part étant liée à un problème de compétences.

### Des cas mal identifiés
Pour le Haut Conseil de la santé publique, certains types d'EIG sont mal identifiés dès lors qu'ils ne sont pas liés directement à la prise en charge thérapeutique. Il cite en exemple le retard de diagnostic (pour lequel aucun cas n'a été  rapporté non plus par les médecins volontaires de l'étude précitée, ainsi que les risques de faux-positifs dans les campagnes de dépistage (qui doivent être mis en relation avec le non-dépistage dans le rapport bénéfice-risque).

## Causes
Les causes sont souvent multifactorielles, liées à plusieurs intervenants.
Selon les études ENEIS 2004 et 2010, les EIG sont « associés en partie à une pratique médicale sous-optimale, une perte de temps, une rupture dans la continuité des soins, des déviances diverses, par rapport à des protocoles, des règles ou des recommandations ». Elles relèvent un nombre important de « défaillances humaines des professionnels, de supervision insuffisante des collaborateurs, une mauvaise organisation ou encore de déficit de communication entre professionnels ».[réf. nécessaire]

### EIG «inévitables»
Une part importante de ces événements est inévitable, car « ils résultent de risques auxquels le patient est exposé dans le cadre de soins optimaux », selon l'ENEIS. Ils touchent plus fréquemment des patients fragiles, âgés, souvent déjà dans un mauvais état de santé.

### EIG «évitables»
Entre 95 000 et 180 000 EIG par an sont évitables et « n'auraient pas eu lieu si les soins avaient été conformes à la prise en charge considérée comme satisfaisante au moment de (la) survenue (de l'EIG) ». 
D'après une estimation incertaine (en supposant qu’il n’y a pas de saisonnalité pour pouvoir généraliser), l'ordre de grandeur du nombre de ces EIG serait de 750 000, dont 145 000 + 155 000 = 300 000 évitables.
Selon Mme Anne-Marie Payet, « les chiffres les plus couramment avancés font état de 140 000 hospitalisations provoquées par des accidents médicamenteux et 13 000 décès avérés ». Ces décès sont peut-être bien plus nombreux (32 000 ?).
Les EIG « évitables » représentent 160 000 à 290 000 cas par an. Ils n'auraient pas eu lieu « si les soins avaient été conformes à la prise en charge considérée comme satisfaisante au moment de leur survenue ». 
Ce sont les actes invasifs (endoscopies, etc.) et chirurgicaux qui sont à l'origine du plus grand nombre d'EIG « évitables », suivis par l'administration de produits de santé (médicaments et dispositifs médicaux implantables, comme les pacemakers) et, enfin, par les infections nosocomiales.

### Hospitalisation
Un patient sur dix entrant à l'hôpital subit un événement indésirable lié aux soins. « 85 % des problèmes posés dans les accidents sont dus à des problèmes d'organisation. », selon le médiateur de la République Jean-Paul Delevoye, qui a doté sa structure d'un pôle « santé et sécurité des soins ».
Près de 70 % des EIG recensés dans des établissements hospitaliers sont causés par une hospitalisation, actuelle (55 %) ou antérieure (15 %).
50 % des EIG seraient liés à des actes invasifs, 50 % aux produits de santé (dont 38,7 % de médicaments),.
Les infections nosocomiales (contractées lors de l'hospitalisation) sont de gravité variable et représentent 750 000 cas par an. Ils sont la cause directe de 4 000 décès par an, dont près de 30 % seraient évitables.

### EIG médicamenteux
La moitié des EIG serait due à des erreurs médicamenteuses. Ainsi, les EIG médicamenteux sont en cause dans quasiment la moitié des cas d'EIG ayant entraîné une hospitalisation. Près de la moitié des EIG médicamenteux sont évitables (50 % pour les EIG médicamenteux causant des hospitalisations, 42 % des EIG médicamenteux survenant au cours d'une hospitalisation).
20 % des EIG « évitables » survenus à l'hôpital ou en clinique sont associés à des médicaments (accident médicamenteux). 
Peu de progrès ont été enregistrés avec les anticoagulants, avec des traitements compliqués qui peuvent être difficiles à gérer par des patients âgés.

#### Conséquences

##### Conséquence pour le patient et ses proches
Le plus souvent, les « évènements indésirables graves associés aux soins » (EIGS) entraînent un prolongement d'hospitalisation (parfois pour une maladie nosocomiale), éventuellement, un handicap à la sortie de l'hôpital, et, plus rarement, la mort.
À partir d'extrapolations d'études étrangères, la seconde étude ENEIS 2 (2010) estime entre 10 000 et 15 000, le nombre de décès liés aux soins chez les malades hospitalisés en France. Cette étude, comme celle de 2004 (ENEIS 1), ne permet toujours pas d'avancer un chiffre plus précis pour des raisons de fiabilité statistique (notamment en raison d'une sous-déclaration des cas les moins graves). ENEIS 3 publiée en 2019 par Santé publique France évoque 160 000 à 375 000 évènements de ce type par an (chiffre élevés car cherchant à prendre en compte tous les évènements indésirables associés aux soins, même avec pas ou peu de conséquences pour le patient) et une baisse statistiquement significative des EIG évitables et de leur gravité de 2009 à 2019, avec une vigilance à maintenir sur la chirurgie, les soins critiques et sur les DMI pour ce qui concerne l'hospitalisation. Sur la période 2009-2019, « La hausse de la proportion des réhospitalisations parmi les EIG causes d'hospitalisation nécessite de poursuivre la sécurisation des sorties, dans le contexte de réduction des durées de séjour ».   

##### Conséquences pour les praticiens concernés
Selon la HAS citée par D. Naudin, « loin du déni parfois affiché ou ressenti par les patients », dans 48 % des déclarations, l’EIGS a eu des conséquences (psychologiques et parfois psychosomatiques) pour les professionnels du soin concernés. 
Tous les professionnels de santé peuvent être, individuellement et/ou collectivement concernés par des erreurs aux graves conséquences. On parte de « secondes victimes » quand ils sont fortement traumatisés par cet évènement. La seconde victime est alors victime de troubles du stress post-traumatique se matérialisant par une souffrance morale (associant généralement des sentiments de culpabilité, de honte, de perte d'estime de soi, d'anxiété liée à la peur de commettre des erreurs dans le futur) souvent associés à des complications psychosomatiques altérant fortement sa vie personnelle, sociale et professionnelle, à la suite notamment de troubles du sommeil et de la concentration, à de la fatigue, à des troubles musculo-squelettiques, la perte d’appétit, etc.) pouvant conduire à un nouvel évènement indésirable (« troisième victime ») « d’autant plus que des attitudes défensives vont altérer la communication au sein de l’équipe de professionnels de santé ».
Selon les cas, le soignant impliqué peut être conduit au suicide, quitter son métier, le poursuivre avec difficulté (par exemple en étant envahi par la rumination mentale...) ou se montrer résilient, ce qui nécessite selon S.D Scott & al. (2009) 5 étapes : 1) phase du chaos et la réponse à l'accidents ; 2) pensées envahissantes, 3) restauration de l'intégrité de l'image de soi ; 4) « endurer l'inquisition » ; 5) obtenir les premiers soins émotionnels et 6) passer à autre chose. Ce travail de résilience peut être celui de toute une équipe médicale. Une assistance psychologique extérieure peut être nécessaire,, qui doit être mise en place rapidement pour être plus efficace. Selon, David Naudin en France, seuls 32 % des soignants impliqués dans un EIGS seulement ont bénéficié de soutien institutionnel pour les aider à gérer ce syndrome post-traumatique. Un « débriefing émotionnel » et « débriefing post-traumatique » est recommandé pour entamer un processus de résilience (pour la personne et son équipe) qui passera aussi par une analyse fine de l'erreur médicale afin d'en tirer leçon afin qu'elle ne puisse pas se reproduire.

#### Évolution
Selon la seconde ENEIS (2010), il n'existe aucune évolution significative entre 2004 et 2009 de la fréquence des événements indésirables graves survenus pendant l'hospitalisation. Cependant, des progrès ont été faits en anesthésie-réanimation ou dans la lutte contre les infections nosocomiales.
Cependant, l'étude ENEIS (2010) montre « une augmentation des hospitalisations pour infection du site opératoire, qui peut être liée à l'identification au domicile d'une infection contractée dans un établissement de santé. Mais cela peut être aussi la conséquence d'une mauvaise prise en charge des plaies opératoires en soins ambulatoires (hors de l'hôpital) ».

## Les personnes âgées, plus fragiles, sont plus sujettes à ces EIG
En France toujours, les victimes de ces EIG sont des personnes plus âgées que les autres patients : de 4 ans en médecine, et de 5 ans en chirurgie.
Par ailleurs la gravité de la situation clinique de ces patients a été jugée plutôt très importante chez 68 % des patients. ... 
Elle tend à être plus importante pour les patients ayant vécu un EIG pendant leur hospitalisation (77,2 %) que chez ceux hospitalisés pour cause d'EIG (57 %).
De manière générale, la fragilité ou le comportement du patient, ou de son entourage, ont été jugés comme un facteur favorisant la survenue de l'EIG chez 71,5 % des patients}.

## Prévention des EIAS, des EIG; Barrières
La prévention des EIAS relève d'une culture de sécurité; elle incite à travailler sur les EIAS en pluriprofessionnel, non stigmatisant, pour analyser des EIAS remarquables; L'analyse de pratiques permet l'amélioration de la qualité des procédures, des sécurités, des alertes, de la gestion des données de santé,.
La gestion de la qualité est à encourager.
L'amélioration des pratiques en équipe, des outils de la coordination participent de cette culture de sécurité.
Le "conseil pharmaceutique", lors de la dispensation pharmaceutique en rapport avec le Dossier pharmaceutique est aussi une des barrières.
La conciliation médicamenteuse lors de l'hospitalisation permet de colliger une liste unique de thérapeutiques à jour, possiblement présenté sous forme de tableau médical en utilisant aussi les tableaux PMSA.

### Projets
La HAS propose en 2015 plusieurs mesures pour réduire les EAIS, axées sur le recensement systématique des incidents, y compris les événements non graves et les « presque erreurs », l'analyse entre praticiens ou avec l'intervention du patient des facteurs ayant conduit à ces événements et l'amélioration de la  communication. Elle met en évidence des projets travaillant dans ce sens.
Les hôpitaux sont astreints à une enquête après chaque EIG ou décès, ce qui permettra de disposer d'une base de données nationales et de mettre en place des mesures correctrices.
L'association « Le lien d'aide aux victimes d'infections nosocomiales et d'accidents médicaux » réclame un signalement obligatoire des EIG et des « sanctions dissuasives » pour les établissements qui ne s'y plieraient pas.